# Propionaldehyd
Propionaldehyd, též propanal je organickou sloučeninou ze skupiny aldehydů. Vzorec této sloučeniny je CH3CH2CHO, strukturálně se jedná o izomer acetonu.

## Vlastnosti
Za pokojové teploty je propionaldehyd bezbarvá kapalina, která nepatrně dráždivě páchne po ovoci.

## Příprava
Propionaldehyd se připravuje hlavně Fischerovou–Tropschovou syntézou, při které dochází k reakci mezi vodním plynem a ethenem za přítomnosti kovového katalyzátoru:
CO + H2 + C2H4 → CH3CH2CHO
Dá se také připravit oxidací propan-1-olu (z propan-2-olu vznikne aceton).

## Použití
Propionaldehyd se používá hlavně k přípravě trimethylolethanu zkapalněním s methanolem. Tento proces je důležitý v produkci alkydických pryskyřic.